# 黄山

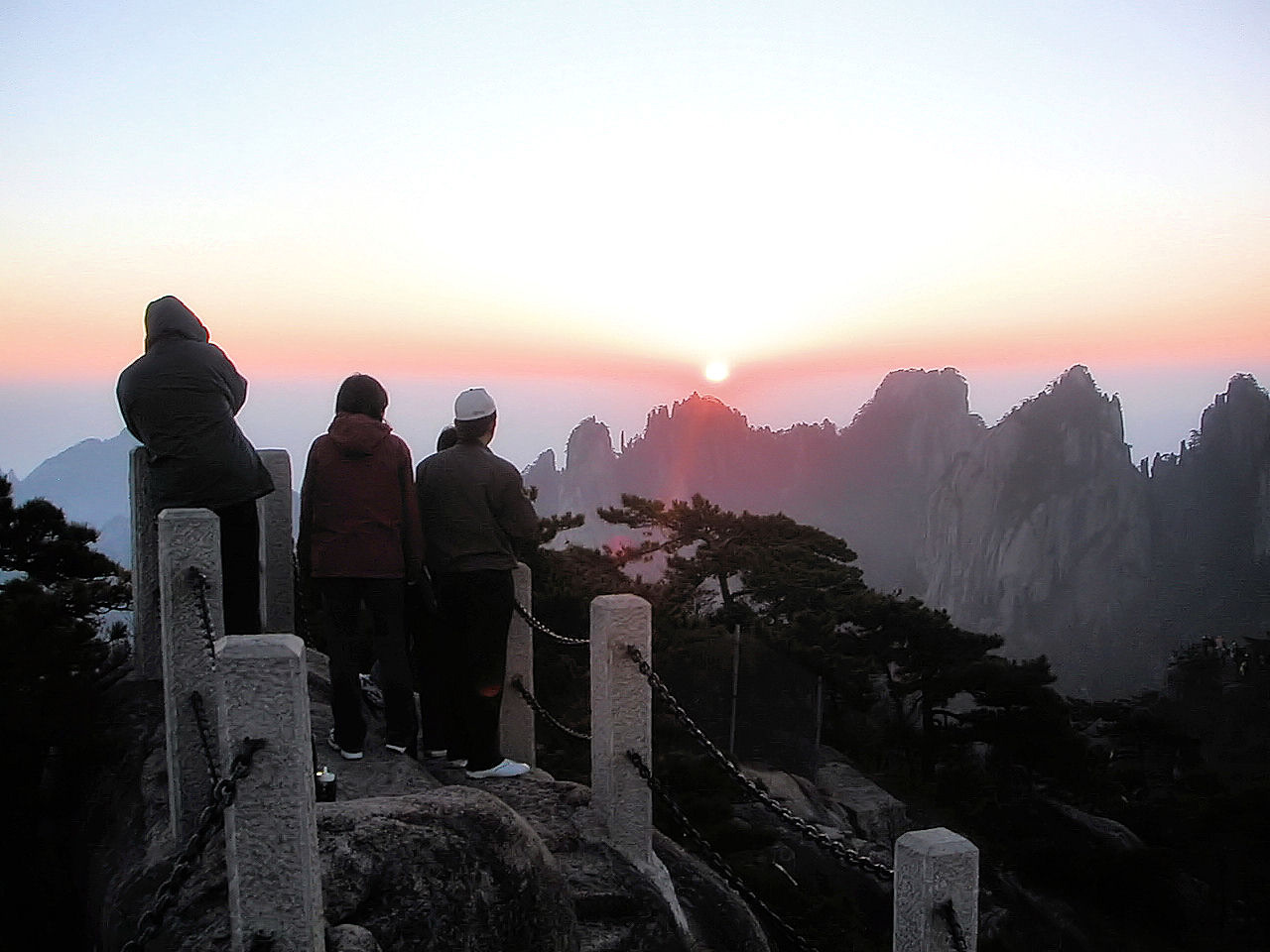
黄山の日の出

黄山（こうざん）は、中国・安徽省黄山市にある山岳景勝地。伝説の仙境（仙人が住む世界）を彷彿とさせる独特の景観から、古代から「黄山を見ずして、山を見たというなかれ」と言われ、数多くの文人が訪れた。黄山は、1990年、ユネスコの世界遺産リストに指定されたことから始まり、2004年にユネスコの「世界ジオパーク」登録。2018年にはユネスコの「生物圏保護区」（人間と生物圏計画）登録もされた。中華人民共和国国家級風景名勝区（1982年認定）、中国の5A級観光地（2007年認定）。

## 概要
黄山の名は伝説上の王、黄帝がこの山で不老不死の霊薬を飲み、仙人になったという言い伝えに基づいている。秦の時代には黟山（いざん）と称されていたが、唐の時代には現在の黄山の名前に改められた。峰と雲が織り成す風景は、まさに仙人が住む世界「仙境」と言われている。多くの文人が憧れ、水墨画、漢詩などの題材となった。
黄山に立ち並ぶ花崗岩の山々は中生代にできたもので、氷河や風雨による岩石の浸食が1億年にわたって繰り返され、現在のような断崖絶壁の景観ができあがった。海から流れ込む湿った空気が海抜1000m以上の峰々に漂い、大量の霧や雲を発生させている。三主峰と呼ばれる蓮花峰、光明頂、天都峰があり、その他69の峰がある。そして、荒涼とした風景を彩る「黄山松」は、岩の割れ目に根を張り、強い生命力を持つとして、尊ばれている。以上の怪石、雲海、奇松に温泉を加え、「黄山の四絶」と称された。このことから、「天下の名勝、黄山に集まる」と言われ、古代から中国の人々が黄山の美しさを「天下第一」と称えている。幾多のスポットには、その独特の発想で名前が付けられた。一帯には新安江、青弋江、秋浦河の水源地もある。
山とその周辺部には第四紀の氷河期以降からほとんど変わっていない常緑広葉樹林などの森林生態系を有し、多くの氷期遺存種の動植物が生息している。特に固有種の植物が多く、中国のコケ植物の固有種の3分の1以上、シダ植物の固有種の半分以上が見られ、黄山現地の固有種には13種のシダ植物と6種の高等植物がある。また、ウンピョウ、コウノトリなどの13種の中国の保護動物種が生息している。
黄山の名声に憧れて多数の文人が訪れ、水墨画、漢詩などの題材となった。東山魁夷は、黄山を「充実した無の世界。あらゆる山水画の技法が、そこから生まれたことが分かる」と評している。
中国人の精神的な拠り所となってきた黄山の周辺には、道教や仏教の修行の場として、多くの寺院が建てられている。黄山の北に位置する九華山は、97の寺院が集まる地蔵菩薩信仰の総本山で、黄山で修行した僧侶が開いたと言われ、その僧侶が地蔵菩薩の化身であったとの言い伝えから、この地が聖山となった。

## 登録基準
この世界遺産は世界遺産登録基準のうち、以下の条件を満たし、登録された（以下の基準は世界遺産センター公表の登録基準からの翻訳、引用である）。
- (2) ある期間を通じてまたはある文化圏において、建築、技術、記念碑的芸術、都市計画、景観デザインの発展に関し、人類の価値の重要な交流を示すもの。
- (7) ひときわすぐれた自然美及び美的な重要性をもつ最高の自然現象または地域を含むもの。
- (10) 生物多様性の本来的保全にとって、もっとも重要かつ意義深い自然生息地を含んでいるもの。これには科学上または保全上の観点から、すぐれて普遍的価値を持つ絶滅の恐れのある種の生息地などが含まれる。

## 交通
黄山の名前は現在3箇所で使われている。すなわち、1987年に成立した黄山市（元の安徽省徽州地区屯渓）、黄山区（元の安徽省太平県）、黄山風景区（湯口）である。
屯渓は当地の政治経済文化の中心地であるため、多くの場合この地を経由して湯口に至り入山する（屯渓・湯口間1.5時間）。
なお合肥市方面からは太平から入山するのが一般的である。
屯渓へは航空機（黄山屯渓空港）、列車（黄山駅・皖贛線）、高速道路のいずれかで向かう。
上海方面からは列車で黄山駅に向かう（10-12時間）のが一般的であったが、徽杭高速道（杭州・黄山間2時間）が開通してからはチャーターバスで向かう（5-6時間）ことが多くなり、高速鉄道の開通後は上海から3時間前後、杭州から2時間前後で黄山北駅まで到達できる。
黄山内には3つの索道（ケーブルカー）がある。
雲谷
2808メートル、高低差773メートル。日本・オーストリア製、51人乗り。
玉屏
2176メートル、高低差752メートル。オーストリア製・6人乗り。
太平
3709メートル、高低差1014メートル。オーストリア製、101人乗り（中国国内最大規模）。